# Haka

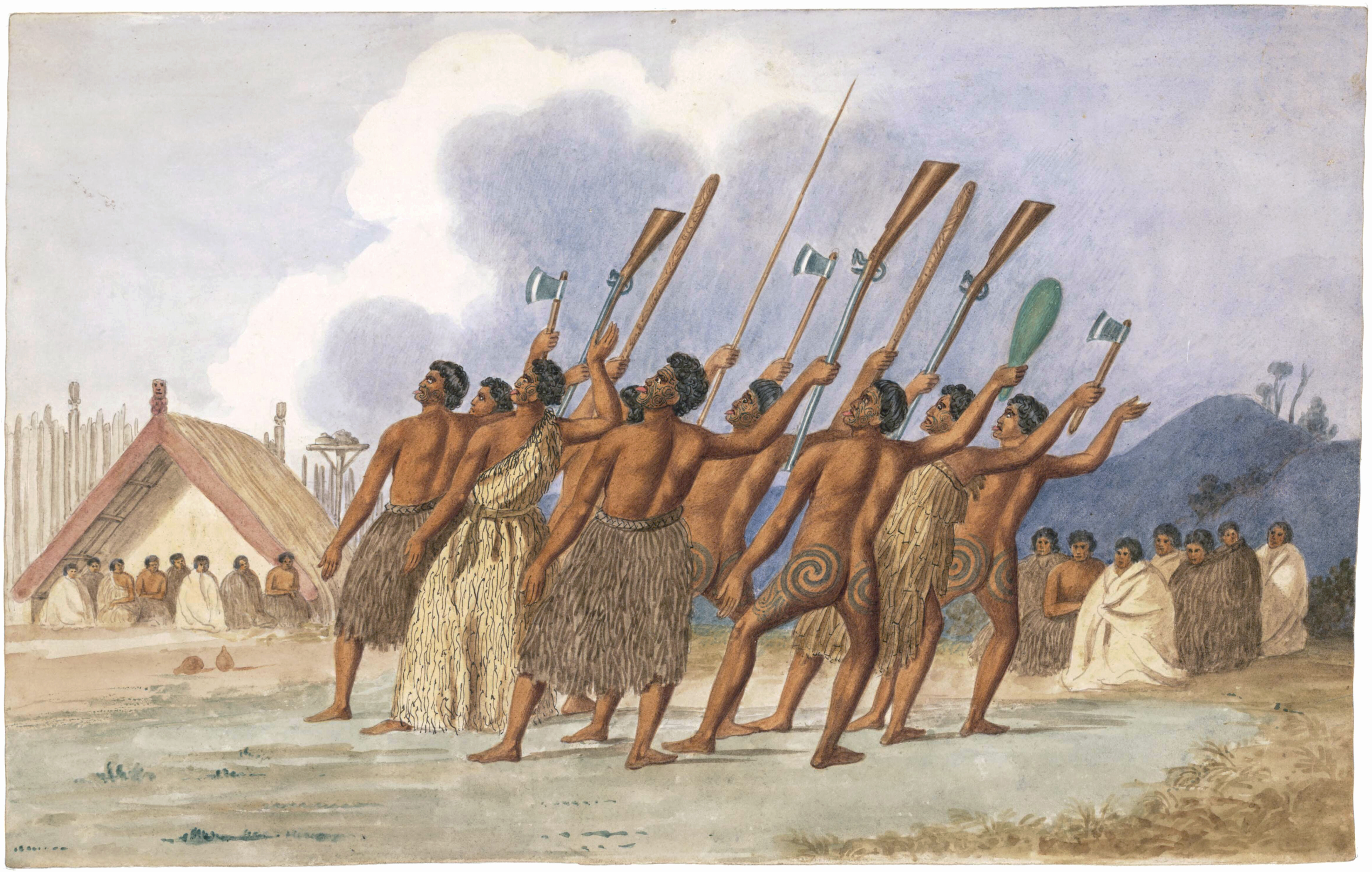
L'haka è un genere tradizionale della danza Maori.

La Haka è una danza tipica del popolo Maori, l'etnia originaria della Nuova Zelanda, spesso considerata semplicemente, ma erroneamente, una danza di guerra. È stata resa celebre, nello stile della Ka Mate, dagli All Blacks, la nazionale di rugby a 15 neozelandese.

## Storia

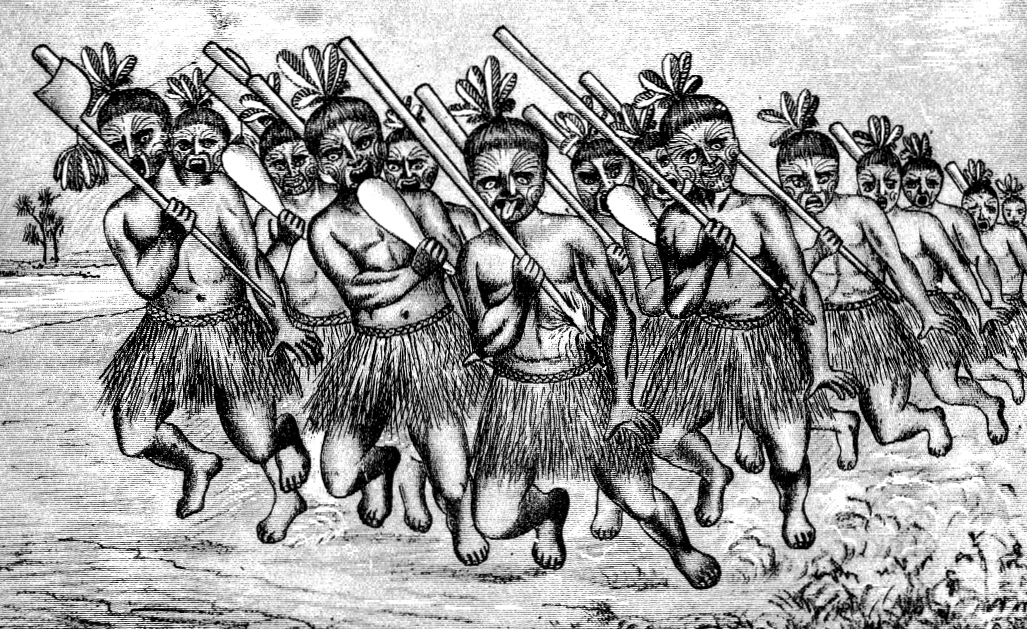
Illustrazione del XIX secolo di un haka

Nel suo libro Maori Games and Haka, lo studioso Alan Armstrong descrive la Haka così:
È dunque una danza che esprime il sentimento interiore di chi la esegue, e può avere molteplici significati. Non si tratta, infatti, solo di una danza di guerra o intimidatoria, come è spesso erroneamente considerata, ma può voler anche essere una manifestazione di gioia, di dolore, una via di espressione libera che lascia a chi la esegue momenti di libertà nei movimenti.
È comunque un rituale che cerca di impressionare, come si può ben vedere dall'esibizione degli All Blacks: si roteano e si spalancano gli occhi, si digrignano i denti, si mostra la lingua, ci si batte violentemente il petto e gli avambracci, si dà quindi un saggio di potenza e coraggio, che si ricollega allo spirito guerriero dei Maori. La Haka non è solo eseguita dagli All Blacks, ma anche dalle nazionali di rugby a 13 e di pallacanestro, occupa una parte molto importante nella vita dei neozelandesi (māori, isolani del pacifico o anglosassoni), e costituisce un elemento fondamentale della loro identità nazionale.
La Haka è praticata dappertutto: nei college, nelle università, nell'esercito, etc. In Nuova Zelanda, nel 2024, i parlamentari maori hanno praticato una Haka per protestare contro la revisione di un trattato di 184 anni che regola i rapporti trai Maori e la Corona inglese. Durante la danza, Hana Rawhiti Maipi-Clarke, membro del partito Te Pati Maori, ha strappato una copia della revisione.

## Prima della danza

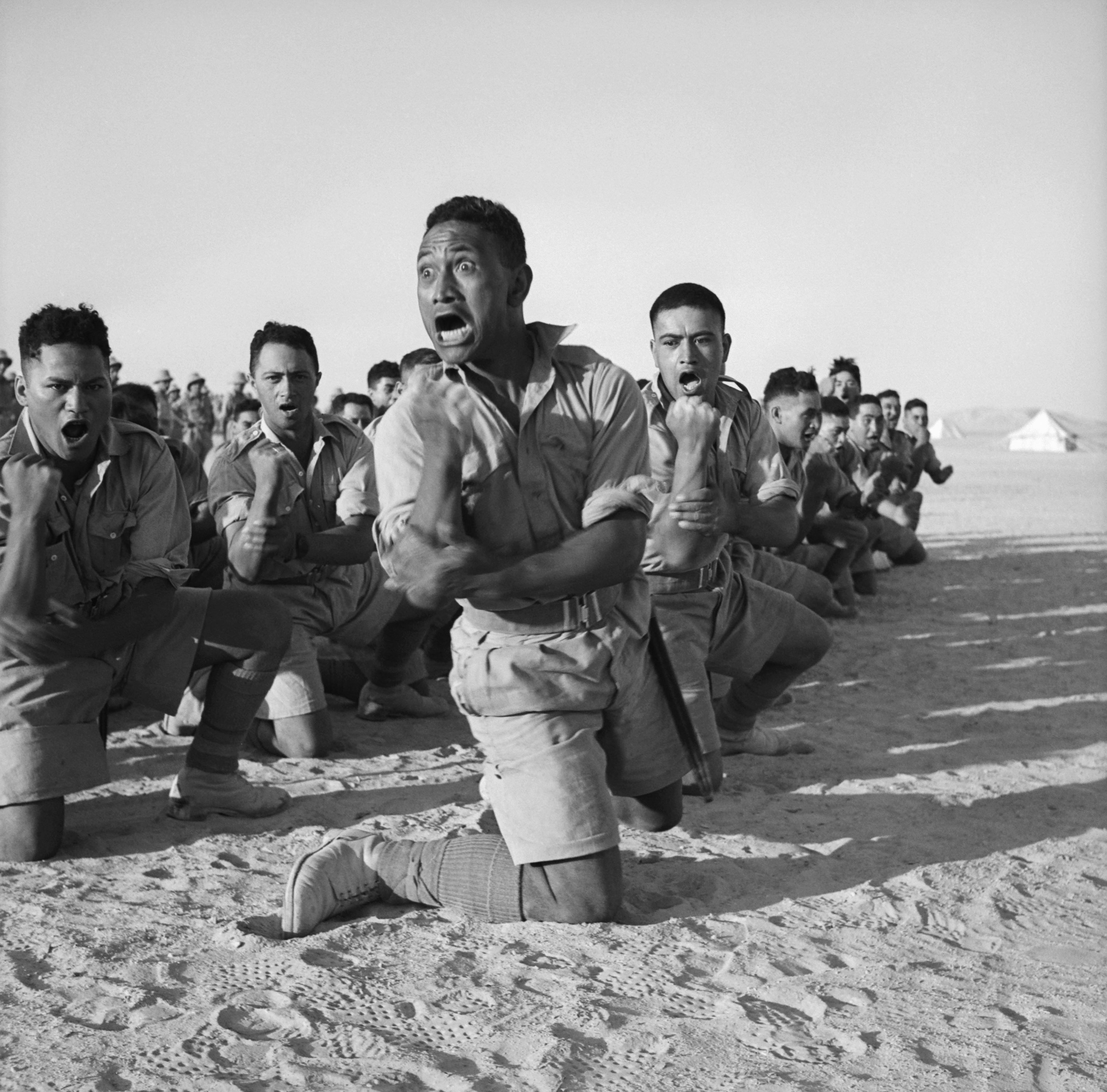
Un battaglione maori danza la haka ad Helwan, in Egitto, nel luglio del 1941, durante la campagna del Nordafrica, per il re di Grecia. Da sinistra verso destra, i quattro uomini in primo piano sono John Manuel, Maaka White, Te Kooti Reihana, e Rangi Henderson.

Prima della danza vera e propria, colui che guida la danza urla ai compagni un ritornello di incitamento, ruolo che nel caso degli All Blacks spetta al giocatore di sangue māori più anziano (e non, come talvolta viene erroneamente riportato, al capitano della squadra). Le parole servono non solo ad incitare chi si appresta ad eseguire il ballo, ma anche a ricordare loro il comportamento da tenere nel corso della danza. Spesso il tono in cui viene urlato il ritornello, che è poi lo stesso tenuto nel corso di tutta l'esibizione, è aggressivo, feroce e brutale, destinato a caricare il gruppo ancora di più e a intimorire gli avversari.
| Leader:  | Ringa pakia!                     |  | Batti le mani contro le cosce!                      |
|          | Uma tiraha!                      |  | Sbuffa col petto.                                   |
|          | Turi whatia!                     |  | Piega le ginocchia!                                 |
|          | Hope whai ake!                   |  | Lascia che i fianchi li seguano!                    |
|          | Waewae takahia kia kino!         |  | Pesta i piedi più forte che puoi!                   |
|          |                                  |  |                                                     |
| Leader:  | Ka mate, ka mate                 |  | È la morte, È la morte!                             |
| Squadra: | Ka ora Ka ora                    |  | È la vita, è la vita!                               |
| Leader:  | Ka mate, ka mate                 |  | È la morte, È la morte!                             |
| Squadra: | Ka ora Ka ora                    |  | È la vita, è la vita!                               |
| Tutti:   | Tēnei te tangata pūhuruhuru      |  | Questo è l'uomo peloso                              |
|          | Nāna i tiki mai whakawhiti te rā |  | ...è colui che ha fatto splendere il sole su di me! |
|          | A Upane! Ka Upane!               |  | Ancora uno scalino, ancora uno scalino,             |
|          | Upane Kaupane                    |  | un altro fino in alto,                              |
|          | Whiti te rā,!                    |  | Il sole splende!                                    |
|          | Hī!                              |  | Alzati!                                             |

## Gli elementi di base

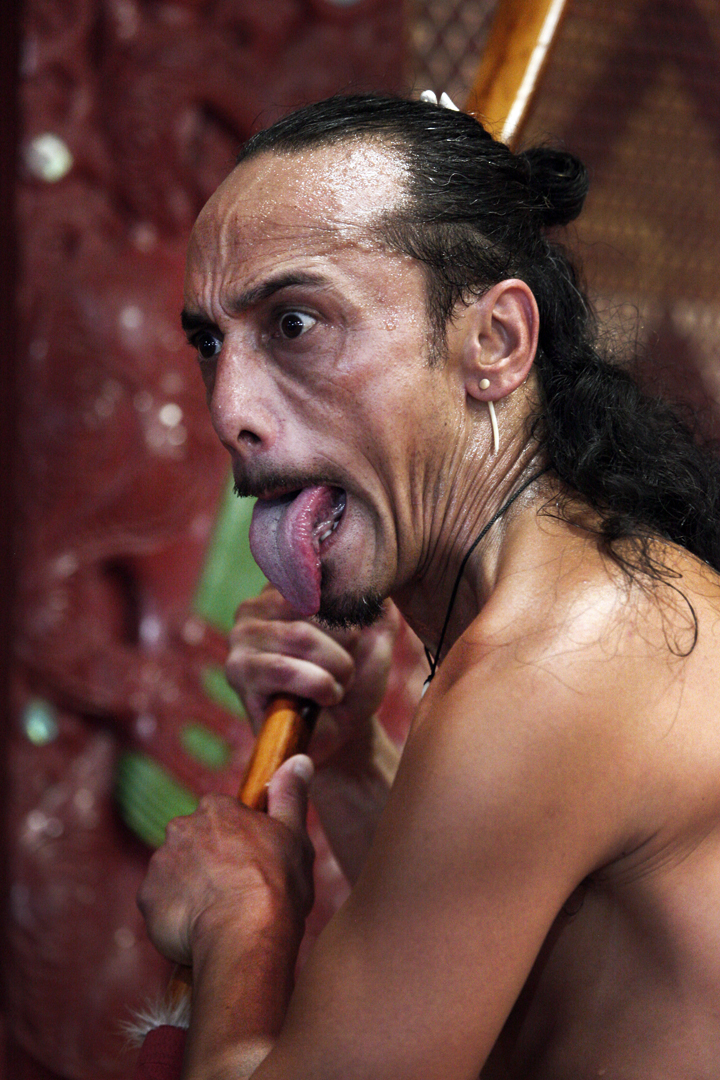
Quando eseguito da uomini, l'haka presenta sporgenze della lingua.

Gli elementi essenziali della Haka sono: 
- Pukana: gli occhi dilatati
- Whetero: la "linguaccia", in segno di sfida (viene fatta solo ad altri uomini)
- Ngangahu: simile al Pukana, ma con anche l'emissione di un verso acuto e stridulo[4]
- Potete: chiusura degli occhi in alcuni momenti della danza (fatto solo dalle donne)

In molti casi, durante la danza, oltre ai momenti in cui i partecipanti si muovono sincronizzati secondo alcuni passi tradizionali, viene lasciata libertà di interpretazione di testo e musica, dando vita ai momenti più originali ed eccitanti dell'intero rituale.

## Stili
Gli stili di danza sono numerosi e si devono principalmente alle varie interpretazioni date da tribù maori diverse e ai differenti rituali durante i quali la danza viene ripetuta.
Ka Mate
Una delle versioni più celebri è la Ka Mate, il tipo di Haka tipico degli All Blacks, che ripetono ad ogni partita, dopo gli inni nazionali, per intimorire gli avversari. La Ka Mate è un tipo di Haka molto corto, interpretata quando ci si sente bene e lo si vuole esprimere in modo libero. Si esegue senza l'uso di armi. Non è, infatti, una danza di guerra, come si è solitamente portati a credere.
Peruperu
La Peruperu è, invece, una variante di Haka tipica di guerra. In questo caso le armi si usano, ed è caratterizzata da un salto alto, a gambe ripiegate, alla fine del rituale. Questo salto è stato aggiunto dagli All Blacks alla fine della loro esibizione della Ka Mate, provocando alcune critiche, per rendere la loro esibizione più scenografica e impressionante. Il salto alla fine della Ka Mate eseguita dagli All Blacks venne rimosso dopo la Coppa del Mondo di rugby 2003.
Kapa o Pango
La Kapa o Pango è stata inventata dagli All Blacks per le occasioni speciali. È stata creata insieme a un gruppo di esperti delle tradizioni māori e ci è voluto quasi un anno per crearla. Più che sostituire la Ka Mate, questa Haka la completa. Le parole della Kapa o Pango fanno più esplicitamente riferimento al team di rugby perché parlano di «guerrieri in nero con la felce argentata». È considerata molto più aggressiva della Ka Mate e con un più spiccato senso di sfida agli avversari.
Timatanga
La Timatanga è la Haka utilizzata dai Māori All Blacks sin dal 2001.
Te Iwi Kiwi
La Te Iwi Kiwi è la Haka utilizzata dai New Zealand Kiwis, la nazionale di rugby a 13 della Nuova Zelanda dal 2013. Precedentemente, i New Zealand Kiwis eseguivano la Ka Mate.

## La Haka nel rugby

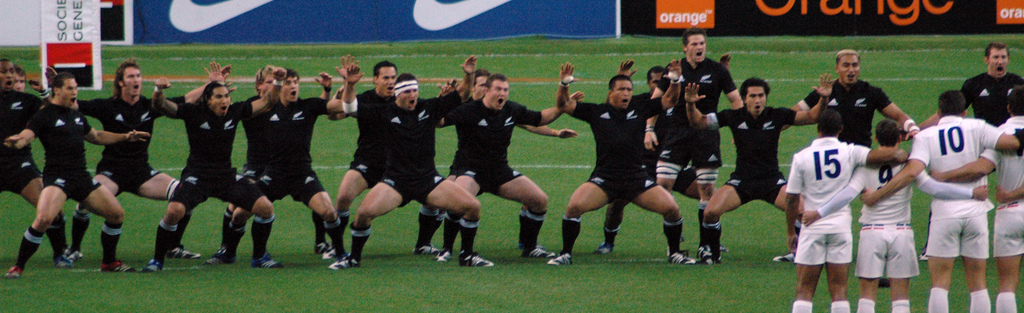
Gli All Blacks intonano la Ka Mate, la più celebre forma di Haka

Il primo uso dell'Haka a scopo intimidatorio nel rugby avvenne da parte della squadra di Nativi neozelandesi, in occasione del loro primo tour fuori dalla loro patria, in Gran Bretagna, avvenuto nel 1888-1889. Non è certo se già in quell'occasione la variante di danza proposta fosse la Ka Mate. È certo però che veniva eseguita con i giocatori avvolti in mantelli bianchi e con un berretto nero che veniva lanciato in aria alla fine del tour.
La prima performance dell'Haka da parte della nazionale ufficiale venne tenuta nel corso del tour del 1905, durante il quale venne coniato il termine "All Blacks". Il testo della Ka Mate non ha una connessione con questo sport, ma risale alla tradizione māori, come tutti gli altri. L'Haka era eseguita solo nei match giocati in trasferta fino al 1986. Nel 1987, su impulso degli All Black Wayne Shelford e Hika Reid, essa fu introdotta anche nei match giocati in Nuova Zelanda, da allora con una precisione e un'intensità che mancavano negli anni precedenti.
Altre squadre di rugby propongono danze simili: la Sipi Tau (Isole Tonga), la Siva Tau (Isole Samoa), la Cibi (Isole Figi). I Pacific Islanders invece eseguono una versione combinata delle tre ultime citate danze di guerra.

## Critiche

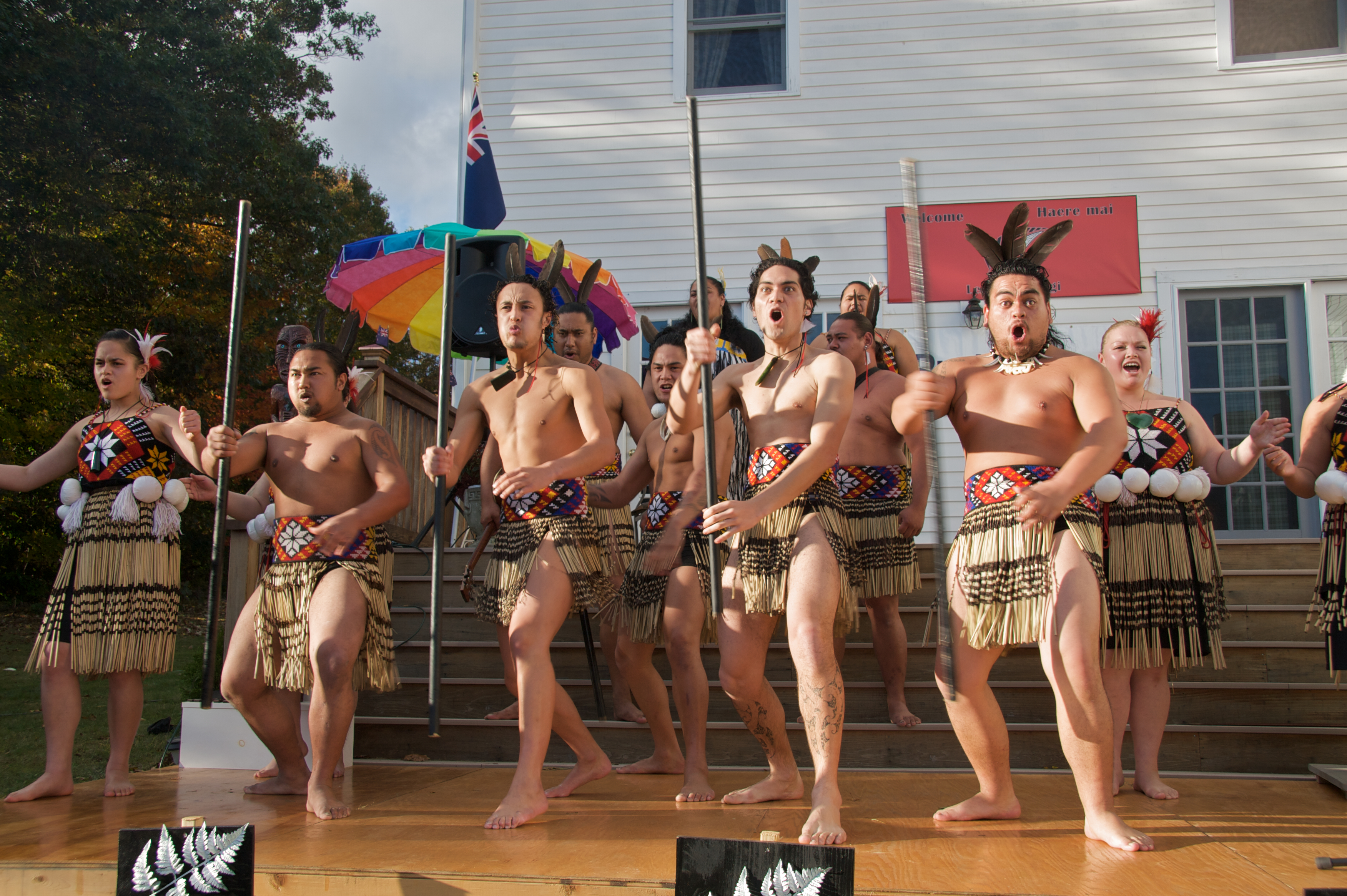
Una performance del gruppo Dame Māori Dance, Stati Uniti.

La mercificazione dell'haka viene contestata per due ragioni. La prima è che, come hanno fatto notare alcuni studiosi del popolo Māori, in realtà non sarebbe una danza della guerra e i movimenti effettuati dai giocatori della nazionale di rugby nemmeno rispetterebbero la danza originale. Il secondo motivo di critica riguarda il controllo e la proprietà della stessa cultura Māori.
Nel 2000, alcuni Māori hanno tentato di chiedere che una percentuale di profitti che l'Adidas e la New Zealand Rugby Football Union (NZRFU) ottenevano grazie ai diritti televisivi degli All Blacks venisse indirizzata al proprio popolo che, secondo loro, dovrebbe essere considerato detentore dei diritti di copyright sull'haka. I rappresentanti della NZRFU hanno risposto che la danza rituale non veniva utilizzata per scopi commerciali e che in ogni caso non è possibile stabilire chi ha inventato l'haka o chi ne fosse il proprietario.